# Oliver Fix
Oliver Fix (n. 21 iunie 1973, Augsburg, Germania) este un caiacist ce a reprezentat Germania, medaliat olimpic. A participat la o ediție a Jocurilor Olimpice (1996) în care a câștigat o medalie de aur.

## Participări
Lista de mai jos prezintă principalele competiții la care a participat Oliver Fix de-a lungul carierei.
- canoeing at the 1996 Summer Olympics – men's slalom K-1[*]